# 许川
许川（1929年12月30日—1991年3月6日），男，江苏泰县人，中国报刊活动家，曾任《四川日报》社副社长、总编辑，中共四川省委常委、宣传部部长，中华全国新闻工作者协会副主席。